# Le Mesnil-Simon (Eure-et-Loir)
Le Mesnil-Simon is een gemeente in het Franse departement Eure-et-Loir (regio Centre-Val de Loire) en telt 414 inwoners (1999). De plaats maakt deel uit van het arrondissement Dreux.

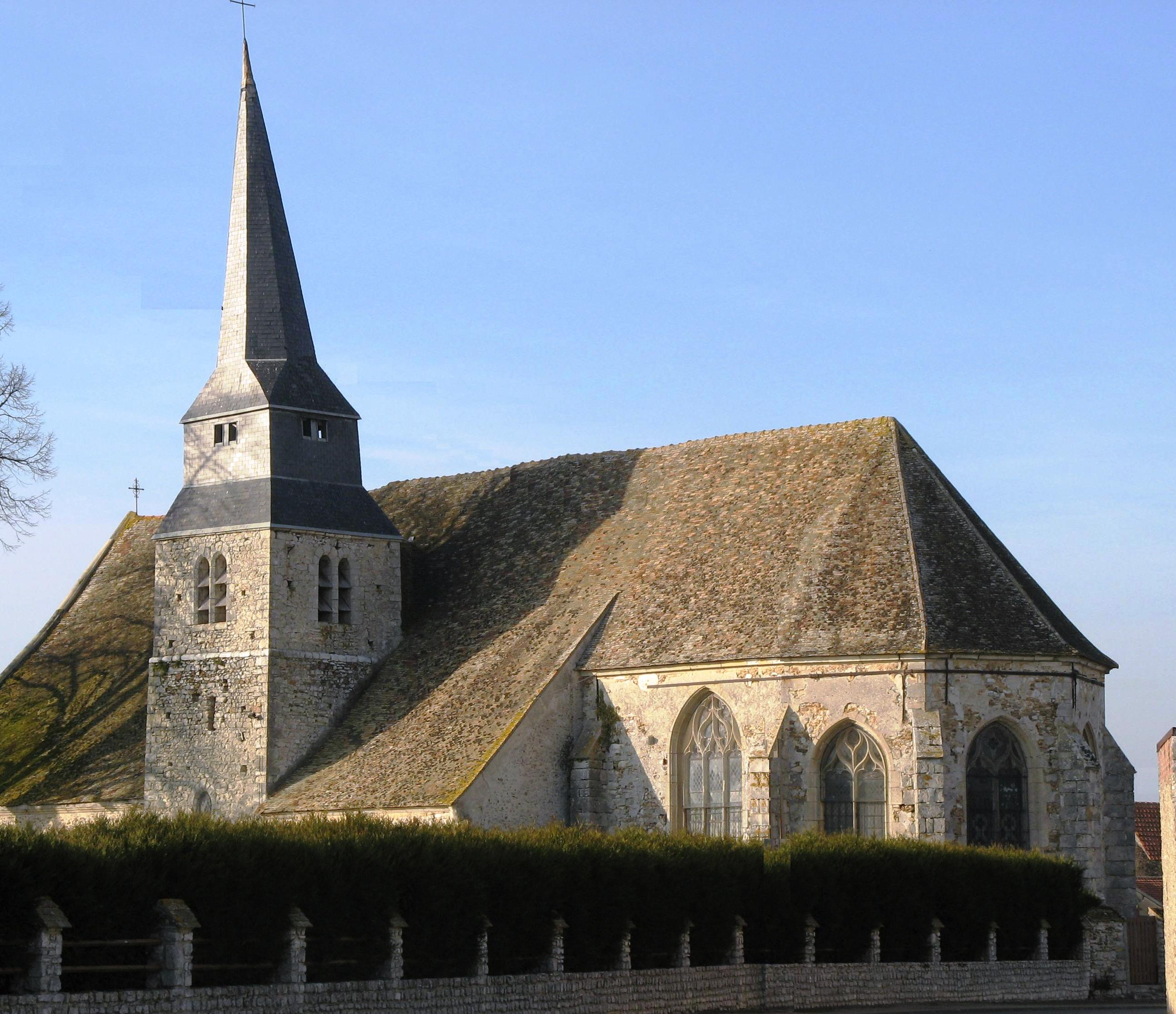
Kerk in Le Mesnil-Simon
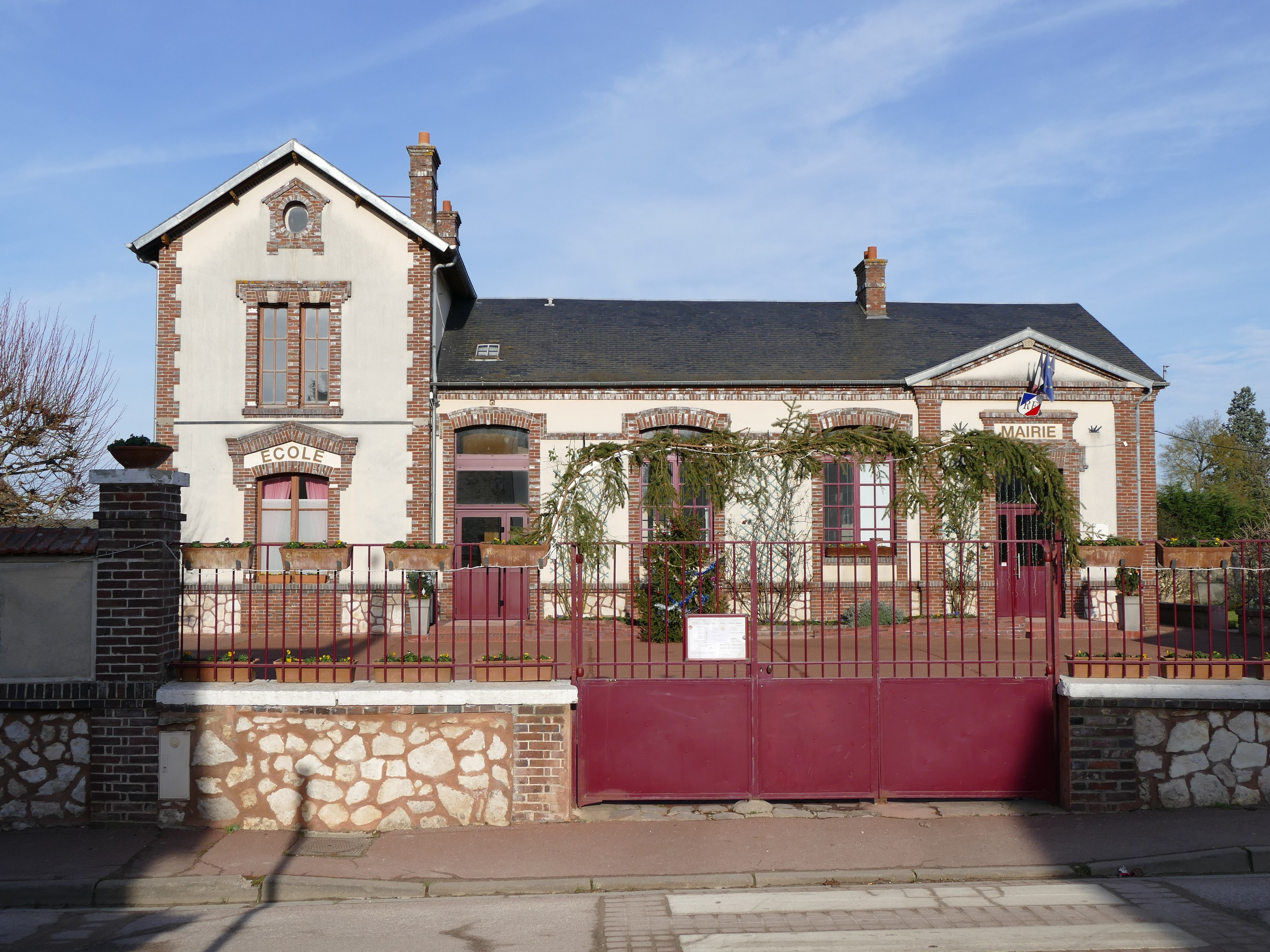
Gemeentehuis

## Geografie
De oppervlakte van Le Mesnil-Simon bedraagt 9,1 km², de bevolkingsdichtheid is 45,5 inwoners per km².
De onderstaande kaart toont de ligging van Le Mesnil-Simon (Eure-et-Loir) met de belangrijkste infrastructuur en aangrenzende gemeenten.

## Demografie
Onderstaande figuur toont het verloop van het inwonertal (bron: INSEE-tellingen).